# Schildmeer
Le Schildmeer est un lac néerlandais de la province de Groningue. 
Le lac est situé entre Schildwolde, Overschild et Siddeburen, essentiellement sur le territoire de la commune de Midden-Groningue. Le lac, d'une profondeur moyenne de 1,50 m a une superficie de 284 ha. Le lac, d'origine marécageuse, evacuait ses eaux vers le Fivel, jusqu'à l'ensablement de celui-ci.
La plupart des rives du lac sont inscrites en zone naturelle. Il y a une base nautique à Steendam. Plusieurs cours d'eau et canaux mineurs permettent aux plaisanciers de rejoindre le Canal de l'Ems via le canal De Groeve, ou le Slochterdiep et le Termunterzijldiep.